# マルゴ・セントジェームズ
マーガレット・ジーン・"マルゴ"・セントジェームズ（Margaret Jean "Margo" St. James、1937年9月12日 – 2021年1月11日) は、アメリカ合衆国の売春婦、セックス・ポジティブ・フェミニスト。彼女は、サンフランシスコで売春の非犯罪化を提唱する組織であるCOYOTEを設立し、テンダーロインのセックスワーカーにサービスを提供する医療および社会サービス組織であるセントジェームズ・インファーマリー・クリニックを共同設立した。 

## 経歴
1958年、彼女は夫と息子から離れ、芸術家としてのキャリアを追求するためにサンフランシスコに移住したが、全ての絵画を盗難とスタジオの火災で失った。 
セントジェームスは1980年にアメリカ合衆国大統領選挙に出馬表明し、共和党の指名を求めた。 